# Renchinlkhümbe
Renchinlkhümbe (mongol en écriture cyrillique : Рэнчинлхүмбэ сум) est un Sum (district) de Mongolie dans la province de Khövsgöl.